# Dynamische aslastverplaatsing
Dynamische aslastverplaatsing is het natuurkundige verschijnsel dat bij een voertuig dat van snelheid verandert (de verdeling van) de krachten op voor- en achteras wijzigen. De mate van wijziging is afhankelijk van de verhouding hoogte zwaartepunt/afstand voor- en achteras.

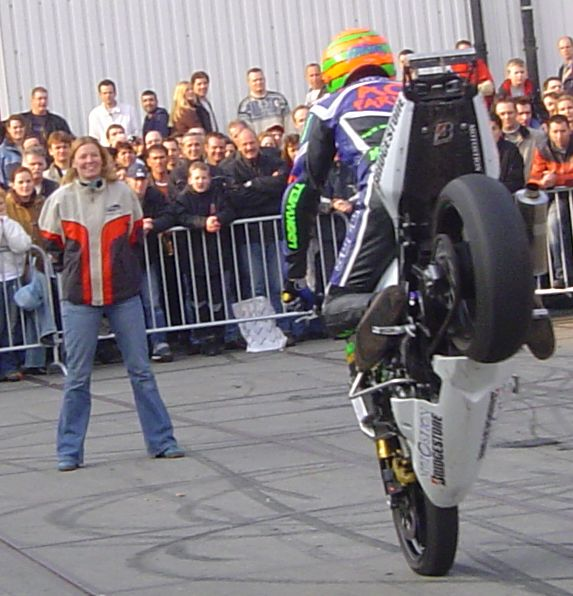
Dynamische aslastverplaatsing ten voeten uit...

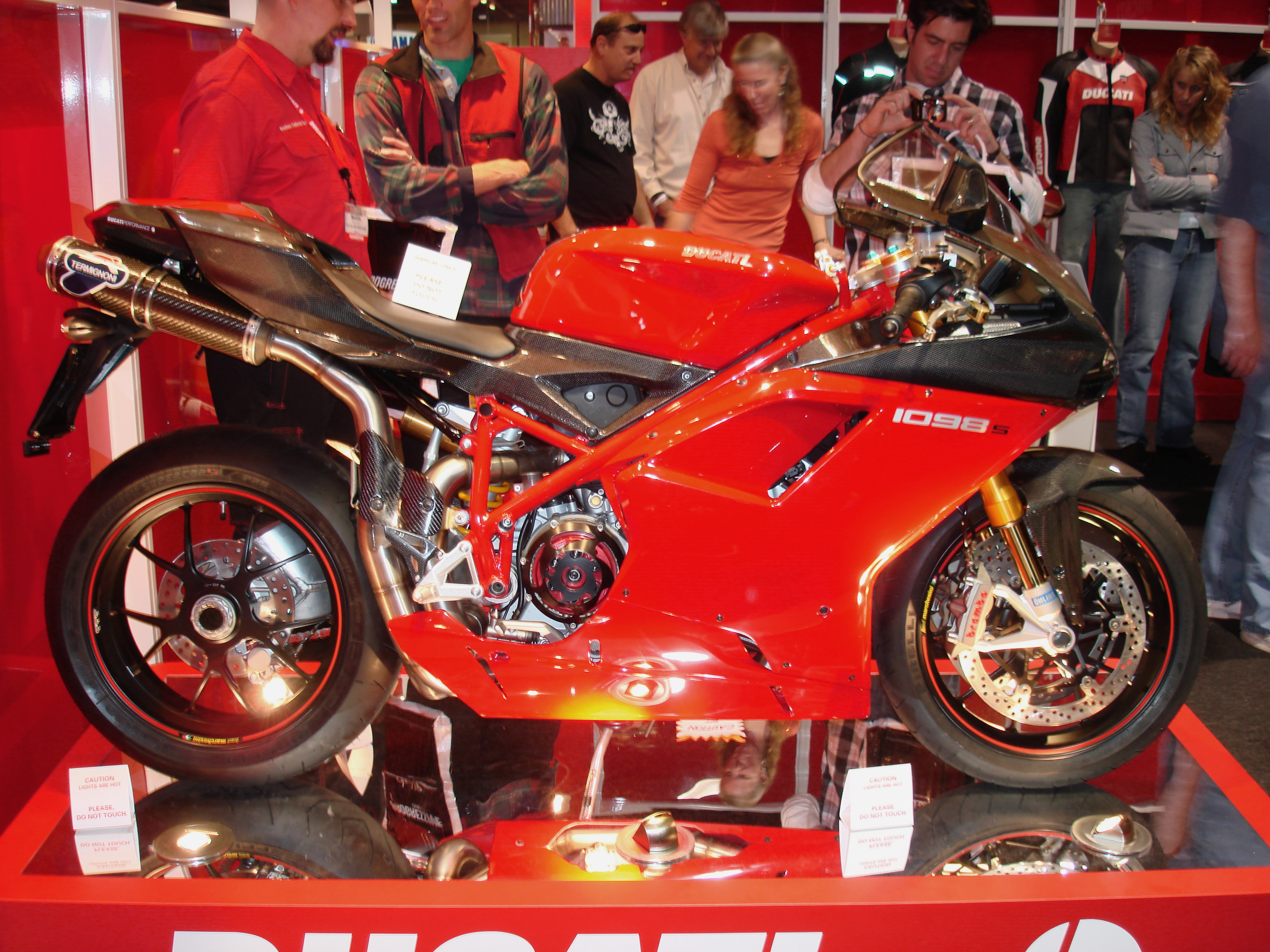
Omdat de dynamische aslastverplaatsing tijdens het remmen voor extra druk op het voorwiel zorgt, heeft deze motorfiets twee grote remschijven aan de voorkant en slechts één - relatief kleine - achter. Bij een noodstop is het effect van de achterrem zelfs verwaarloosbaar.

Bij het accelereren zorgt de massatraagheid ervoor dat er meer druk op de achterwielen komt. Hierdoor krijgen de achterwielen meer grip. Auto's met een hoog motorvermogen hebben om deze reden veelal achterwielaandrijving: de voorwielen verliezen immers grip als er gas gegeven wordt.
Bij het remmen verplaatst volgens hetzelfde principe de massa zich naar de vooras. Dit heeft als voordeel dat de voorwielen extra grip krijgen. Deze voorwielen hebben dan ook een veel hogere maximale remdruk dan de achterwielen. De beste en grootste remmen zitten dan ook op de vooras. Nadeel is dat de achterwielen door de verminderde asdruk zeer snel blokkeren. Om die reden worden dan ook remkrachtbegrenzers en remkrachtverdelers toegepast: de remdruk op de achterwielen wordt hierdoor beperkt.
Het verschil in remvermogen tussen voor- en achterwiel is het beste zichtbaar bij motorfietsen, waarbij op de vooras bijvoorbeeld twee vrij grote remschijven zijn aangebracht, terwijl op de achteras een enkele, vaak zelfs zeer kleine, remschijf zit.
Ook het overhellen van een voertuig in bochten is een vorm van dynamische lastverplaatsing, al is dit bij voertuigen waarbij de wielen niet in één lijn staan, meer een vorm van dynamische wiellastverplaatsing. Ten opzichte van de assen blijft de massa in een bocht op dezelfde positie.
Om de dynamische aslastverplaatsing te beperken zijn in het verleden motorfietsen uitgevoerd geweest met een anti-duiksysteem. Bij motorfietsen heeft de dynamische aslastverplaatsing een vervelend bijverschijnsel: door het inveren van de voorvork verandert de balhoofdhoek en daarmee het stuurgedrag.